# Клан Сінклер

Еммблема (хрест) клану Сінклер.

Герб вождів клану Сінклер.

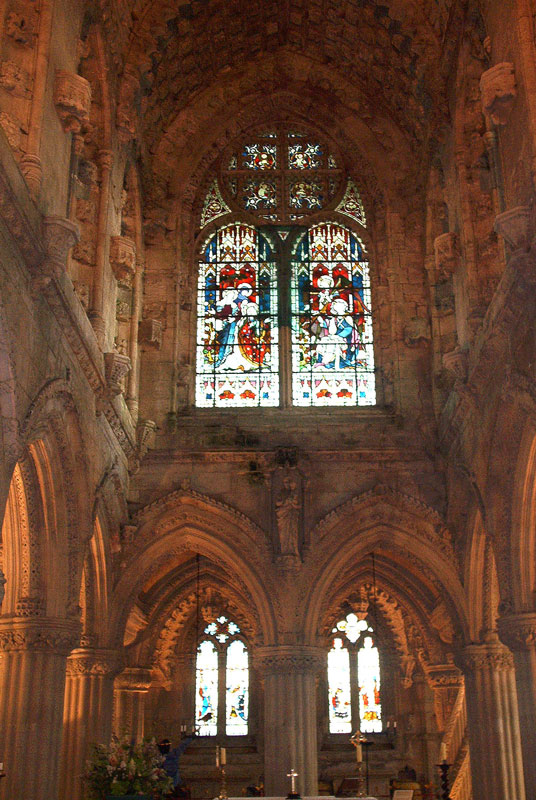
Інтер'єр храму Росслін Чапел, що був заснований Вільямом Сінклером, I графом Кейтнесс.

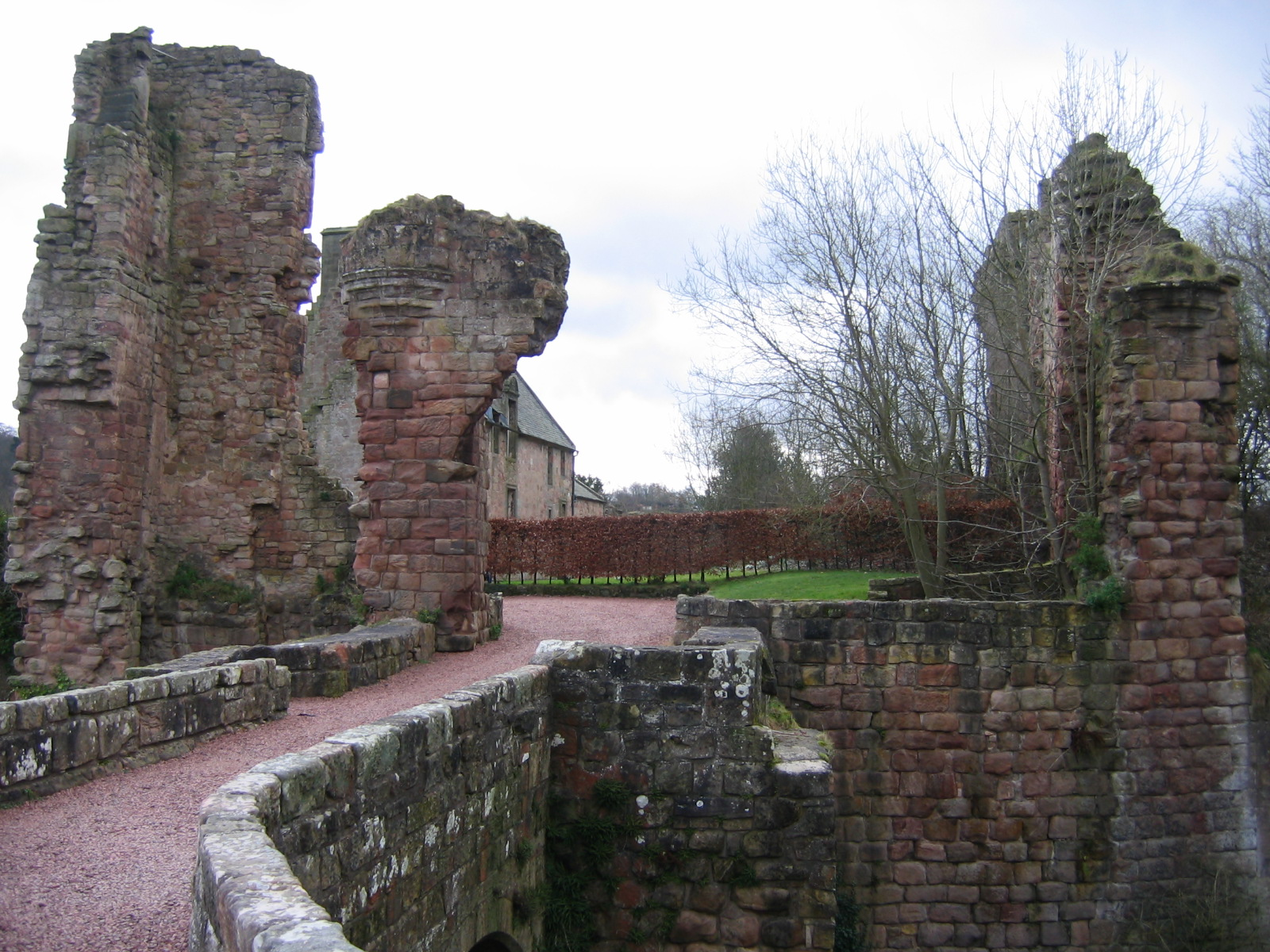
Замок Росслін в Мідллотіан, резиденція вождів клану Сінклер.

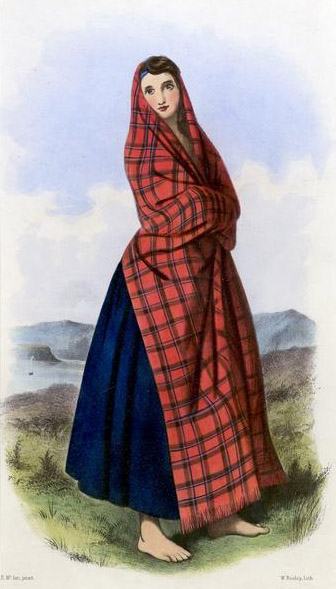
Жінка з клану Сінклер у традиційному вбранні. Малюнок художника Р. Р. МаЯна 1845 року.

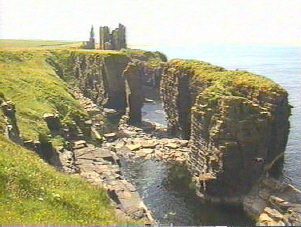
Руїни замку Гірнігоу в Кайтнесс — одна з давніх резиденцій вождів клану Сінклер, графів Кейтнесс.

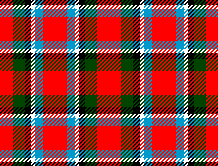
Тартан клану Сінклер.

Клан Сінклер — (шотл. Clan Sinclair) — один з шотландських кланів гірської Шотландії (Гайленд). Володів землями на півночі Шотландії, на Оркнейських островах, у Лотіані. Вождями клану були графи (ерли) Оркнейських островів та графи Кейтнесс.

## Історія клану Сінклер

### Походження клану Сінклер
Точних історичних повідомлень про походження клану Сінклер немає, але є гіпотеза, що клан Сінклер походить з земель Сен-Клер в Нормандії. Спочатку предки клану Сінклер разом з Вільгельмом Завойовником прийшли в Англію і називалися Сен-Клер. Лицарі Річард Сен-Клер та Бріттель Сен-Клер згадуються книзі, що ввійшла в історію як «Книга Страшного Суду». Вільям Сен-Клер супроводжував Маргарет — дочку Едварда в Шотландію у 1068 році, де вона одружилась з королем Шотландії Малкольмом III. У нагороду за службу Вільям Сен-Клер отримав титул барона та землі Рослін як «вільну спадщину».
Один з перших вождів клану Сінклер, які згадуються в літописах був Генріх Сінклер, що отримав грамоту на володіння землями Гердманстон в Хеддінгтонширі в 1160 році.
Вождем клану Сінклер та графом Кейтнесс був сер Вільям Сен-Клер — шериф Единбургу, якому було надано баронство Росслін у 1280 році.

### XIII століття— шотландсько-норвезькі війни
Під час шотландсько-норвезької війни Вільям Сен-Клер командував крилом шотландської армії короля Олександра III і брав участь у розгромі армії норвезького короля Хаакона IV  в битві при Ларгс (шотл. Largs) у 1263 році. У 1264 році Вільям Сен-Клер отримав прохання короля Шотландії Олександра щодо підтримки у війні проти Англії в битві під Льюісом.

### XIV століття— війна за незалежність Шотландії
Під час воєн за незалежність Шотландії сер Вільям Сінклер Росслін був захоплений у полон у битві під Данбар (1296 рік) і помер в лондонському Тауері. Генрі — його син також був захопленим в полон і пізніше був кинутий в ув'язнення в замок Санкт-Брайвелс. У 1296 році він поклявся у вірності королю Англії Едуарду I.
У 1303 році відбулась битва під Росслін, де шотландські загони під проводом Генрі Сінклера Россліна та вождя Комін билися з англійськими військами, але були розбиті. У 1307 році відбулась битва під Лоудон Хілл, де шотландці під проводом Роберта Брюса за сприяння Генрі Сінклера Россліна билися з англійцями за незалежність Шотландії.
Клан спочатку віддавав перевагу Джону Бейлліолу у його претензіях на трон Шотландії. Але потім вони підтримали Роберта Брюса — майбутнього короля незалежної Шотландії. У 1314 році відбулась битва під Баннокбурн. У цій битві клан Сінклер знову підтримав Роберта Брюса. Після перемоги у битві Роберт Брюс подарував Вільяму Сінклеру свій меч. У 1317 році відбулась битва під Донібрістл — Вільям Сінклер, єпископ Данкельд згуртував шотландців і розбив англійців які напали на Файф.
Сер Вільям Синклер, спадкоємець Генрі і його брат Джон були вбиті в битві під Теба (у 1330 році). Вони намагалися відвести серце Брюса Брюса в Святу Землю (Палестину) згідно його заповіту, але мусили воювати по дорозі з маврами і загинули. Вони були поховані в Росслін Чапел.
У 1346 році відбулась битва під Невілл Крос, де брав участь сер Джон Сінклер.

### XIV—XV століття— війни кланів
У 1379 році сер Генрі Сінклер — адмірал Шотландії заявив про свє право на титул графа Оркні через свою матір і отримав його від короля Норвегії Хокона VI. Але графство Оркні згодом було втрачено ним під тиском короля Шотландії Джеймса III.
Генріх I Сінклер — граф Оркні, барон Росслін, лорд Шетландських островів (у 1345—1400 роках) був шотландським шляхтичем. У 1391 він завоював Фарерські острови і здійснив плавання в Гренландію. Є гіпотеза, що під час цього плавання він досяг Америки і, можливо, висадився в майбутньому Массачусетсі та в Новій Шотландії. Згідно біографії, що була опублікована після його смерті, він загинув у бою проти англійців у 1400 році.
Генріх II Сінклер — граф Оркні був узятий в полон англійцями в битві під Гомілдон Хілл у 1402 році, але незабаром його відпустили. У 1406 році він супроводжував принца Джеймса до Франції, але корабель був захоплений англійцями і обидва були кинуті в Лондонський Тауер. У 1407 він втік або був випущений за викуп.
Вільям Сінклер — I граф Кейтнесс (3-й граф Оркнейських островів і барон Росслін) був канцлером Шотландії між 1454 і 1458 роками. Йому було подароване графство Кейтнесс в 1455 році. Він розділив сімейні землі і позбавив спадщини свого старшого сина Вільяма («Губителя»), який пізніше став другим лордом Сінклер. Землі Кейтнесс потім були надані третьому сину — Вільяму Сінклеру — II графу Кейтнесс у 1476 році, а землі в Росслін дісталися другому сину — серу Оліверу Сінклеру.

### XVI століття— війни кланів тривають
Вільям Сінклер — II граф Кейтнесс був убитий у бою за короля Шотландії Якова IV у битві під Флодден у 1513 році. У цьому бою загинуло 300 воїнів з клану Сінклер, включаючи Джорджа Сінклера Кейсс, Генрі III — лорда Сінклер, сера Джона Сінклера Гердманстона, єпископа Кейтнесс, а також Якова IV — короля Шотландії.
Джон Сінклер — III граф Кейтнесс (у 1490—1529 роках) загинув у битві під Сомерсдейл (шотл. Somersdale) у травні 1529 року. У цій битві загинуло більше 500 чоловіків з клану Сінклер — вони хотіли допомогти Джеймсу Сінклеру захищати землі Оркні. Йому успадковував його син Джордж Сінклер IV граф Кейтнесс. Вільям — IV лорд Сінклер був узятий в полон. У битві під Солвей-Моссом у 1552 році, шотландці, яким командував Олівер Сінклер Піткайрн були розбиті англійцями.
У 1568 році Генрі III лорд Сінклер допоміг Мері (Марії) — королеві шотландців вирватися з замку Лохлевен. У 1570 році, Джон Сінклер — магістр Кейтнесса, син Джорджа Сінклера, IV граф Кейтнесс спалив місцевий собор в гонитві за ворогами, які знайшли притулок в башті собору. Джордж Сінклер — IV граф Кейтнесс пізніше був кинутий у в'язницю його сином, магістром Кейтнесса, для досягнення миру з кланом Морей.
У 1576 році відбулась битва Дайл-Ріавах (шотл. гел. Dail — Riabhach) за участю клану МакКей і клану Сінклер. Битва під Аллт Кавна (гельск. — Allt Camhna) відбулася в 1586 за участі клану Сінклер, клану МакКей і клану Ганн.
У 1588 році замок Сінклер Гірнігоу витримав облогу графа Сазерленда, і в 1590 році Джордж Сінклер — V граф Кейтнесс пішов війною на клан Сазерленд, що призвело до битви під Клінетрадвелл (шотл. Clynetradwell). У 1592 році — 3 квітня Джордж Сінклер — V граф Кейтнесс залишив титул графа в обмін на спадок своєму синові Вільяму Сінклеру. 11 грудня 1592 року Вільям Сінклер Мей був посвячений у лицарі королем Шотландії Джеймсом VI.

### XVII століття— громадянська війна на Британських островах
21 жовтня 1601 року Генрі — V лорд Сінклер помер і йому успадковував онук Генрі. У 1606 році Джорджу — V графу Кейтнесс було, на підставі акту парламенту, дозволено змінити назву замку Гірнігоу на назву Сінклер.
У 1612 році відбулась битва під Крінген (шотл. Kringen) — Джордж Сінклер був вбитий з більшістю своїх людей потрапивши у засідку ворогів.
У 1650 році майор Сінклер допоміг Джеймсу Грему,I маркізу Монтроз в битві під Карбісдейл (шотл. Carbisdale), де вони зазнали поразки. Вони втекли в замок Ардрек (шотл. Ardvreck), але там вони були схоплені МакЛаудом Ассінтом і потім страчені.
Сер Вільям Сінклер Росслін був убитий в битві під Данбар у 1650 році і був останнім лицарем, що був похований в повному озброєнні у каплиці Росслін. Генерал Монк захопив замок Росслін, але каплиця не була ушкоджена. У 1651 році відбулась битва під Вустер, Джон Сінклер — IX лорд Сінклер був захоплений силами Кромвеля і ув'язнений у Лондонському Тауері, а потім у Віндзорському замку до 1660 року, коли він був звільнений генералом Монком. У 1657 році Джордж Сінклер — VI граф Кейтнесс був присутній, коли Олівер Кромвель був проголошений Головним магістром трьох країн в Единбурзі.
У 1680 році відбулась битва під Алтімерлех (шотл. Altimarlech) між кланом Кемпбелл та кланом Сінклер. Легенда свідчить, що так багато воїнів з клану Сінклер були вбиті, що клан Кемпбелл зміг перетнути річку, не замочивши ніг ступаючи по трупах вбитих ворогів.
Клан Сінклер мав вплив у вищих ешелонах влади — у 1681 році вони повернули собі титул графа і місця в парламенті. У 1698 році Джордж Сінклер — VII граф Кейтнесс помер. Його наступником став Джон Сінклер Мурхілл (шотл. Murchill або Murkle) — VIII граф Кейтнесс, його двоюрідний брат.

### XVIII століття— повстання Якобітів
У 1715 році в Шотландії спалахнуло повстання якобітів за незалежність Шотландії. Клан Сінклер підтримав повстання. Проте у 1745 році коли придушене повстання знову спалахнуло клан сінклер підтримав британський уряд.
У 1708 році вождь клану Сінклер Джон — Майстер Сінклер (син Генріха — лорда Сінклер) після вбивства двох чоловіків на дуелях був висланий до Пруссії, але пізніше помилуваний королевою Анною — королевою Великої Британії. У 1715 Джон — Майстер Сінклер захопив корабель з 420 одиницями зброї, що прямуав до графа Сазерленд. У 1715 році в битві при Шеріффмуйр (шотл. Sheriffmuir) Девід Сінклер Брабстердорран боролися на боці повстанців якобітів. Після поразки повстання Джон — Майстер Сінклер втік на Оркнейські острови, а потім до континентальної Європи.
У 1733 році Джон Сінклер Муркл — молодший син Джона — VIII графа Сінклер став лордом Муркл. У 1736 році сер Джеймс Сінклер відремонтував каплицю Росслін.
У 1736 році сер Джеймс Сінклер Росслін покинув свій пост Великого Майстра Масонської ложі Шотландії. Його спадкоємці — Сінклери Росслін претендували на посаду спадкового госмейстера масонської ложі Шотландії. У 1739 ложі сорок чотири шотландських масони зустрілися в Единбурзі щоб заснувати Велику Ложу Шотландії. Вільям Сен-Клер був кандидатом на посаду Великого Магістра і став першим обраним гросмейстером після пропозиції відмовитись від спадкових прав на цю посаду.
17 червня 1739 року майор Малькольм Сінклер — «добрий і вірний раб Швеції» був звинувачений у змові проти російської держави і був убитий в місті Грюнберг в Сілезії агентами російської цариці Анни.
У 1745 році сер Джеймс Сінклер Росслін будучи на службі у Королівському Шотландському полку був призначений командувачем британськими військами у Фландрії. У 1746 році в битві під Куллоден сер Джеймс Сінклер Росслін командував Королівським Шотландським полком, що воював на боці уряду Великої Британії проти шотландців. Проте, 500 воїнів з клану Сінклер були готові приєднатися до повстання якобітів, хоча граф Кейтнесс , їх вождь підтримав британський уряд. У 1750 році сер Вільям Сінклер Дунбех засновав баптистську церкву в Кейсс (шотл. Keiss).

## Замки клану Сінклер
Замок Росслін (шотл. Roslin Castle) в Мідлотіан — найдавніша резиденція вождів клану сінклер в Шотландії. Заснований Генрі I Сінклером — графом Оркні (1345—1400). Його родина також побудувала знаменитий храм Росслін Чапел (шотл. Rosslyn Chapel) неподалік.
Замок Сінклер Гірнігоу (шотл. Castle Sinclair Girnigoe) — найвідоміший замок клану Сінклер. Був розташований на скелях тільки біля Уїк. Хоча в даний час це руїни, але дуже популярні серед туристів, у замку була таємна кімната зі склепіннями стелі і похмуру темницю, де, як кажуть, IV граф Кейтнесс був ув'язнений власним сином — його годували виключно солониною, аж доки він не помер від спраги.
Замок Мей (шотл. Castle of Mey) — клан Сінклер довго володів цим замком, деякий час називався замок Баррогілл (шотл. Barrogill Castle). Побудував його Джордж Сінклер, IV граф Кейтнесс. У 1952 році замок був куплений Її Величністю королевою, назва була змінана на Мей.
Замок Акергілл (шотл. Ackergill) — був захоплений кланом Сінклер у 1547 році, але пізніше був повернений клану Кіт. Потім знову був куплений кланом Сінклер в 1612 році.
Замок Браал (шотл. Braal Castle) — був подарований королем Джеймсом II у 1455 році Вільяму Сінклер — барона Росслін.
Замок Дунбех (шотл. Dunbeath Castle) — був куплений кланом Сінклер у XV столітті.
Замок Кейсс (шотл. Keiss Castle) — став резиденцією вождів гілки Кейсс клану Сінклер.
Замок Старого Віка (шотл. Castle of Old Wick).